# Paradiso - Canto diciassettesimo
Il canto diciassettesimo del Paradiso di Dante Alighieri si svolge nel cielo di Marte, ove risiedono gli spiriti di coloro che combatterono e morirono per la fede; siamo alla sera del 13 aprile 1300, o secondo altri commentatori del 30 marzo 1300.

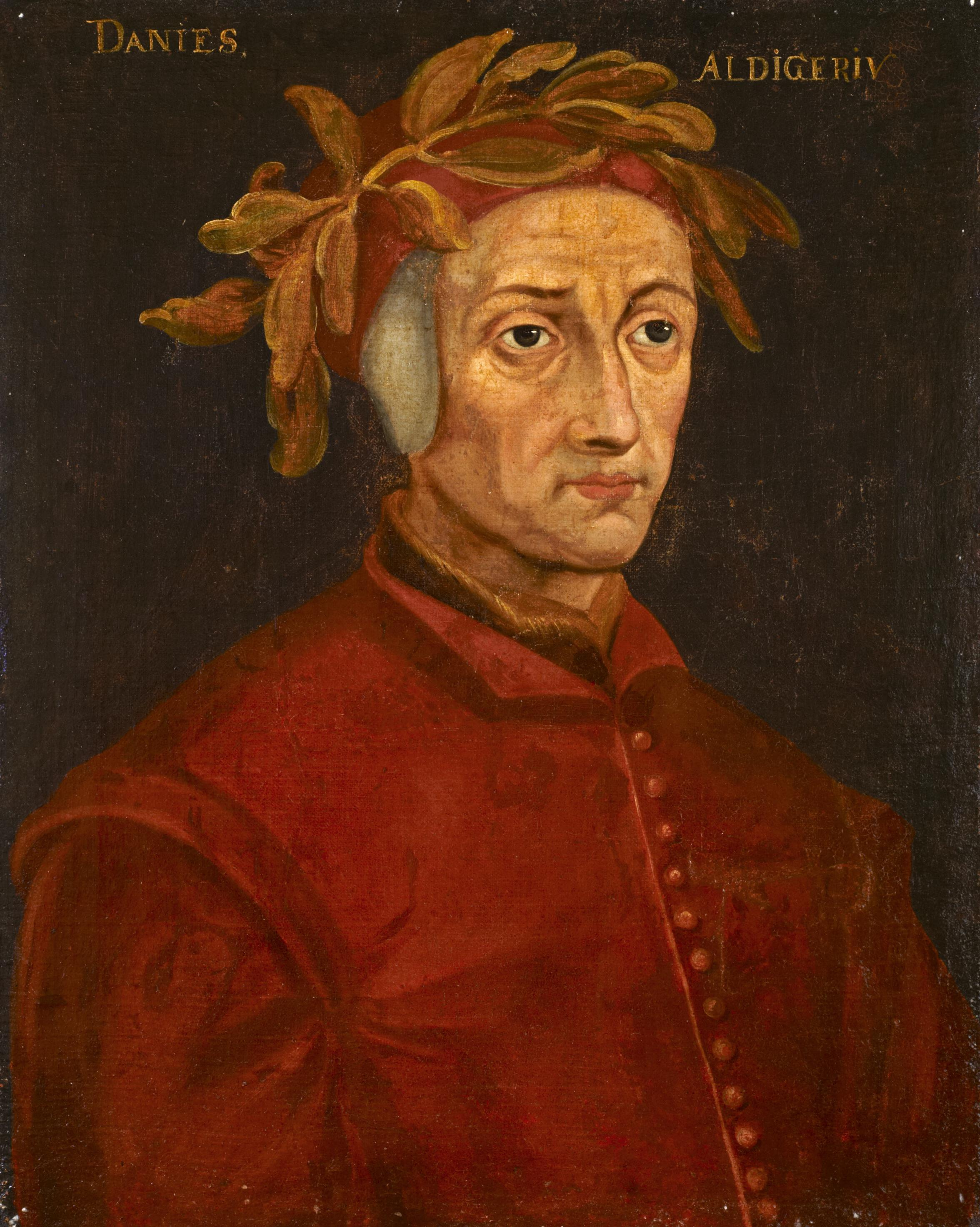
Ritratto di Dante

## Incipit
(Anonimo commentatore dantesco del XIV secolo)

## Temi e contenuti

### Perplessità di Dante - versi 1-30
Terminato il discorso di Cacciaguida nel canto precedente, in Dante sorgono nuovi dubbi che però non osa esprimere, sentendosi nell'animo come Fetonte, la cui tragica fine fu causata dal desiderio di avere conferma dell'essere figlio di Apollo. Ma su esortazione di Beatrice (che sa già cosa egli voglia dire, come del resto Cacciaguida, ma vuole spingerlo a esprimere i suoi desideri), il poeta chiede infine spiegazioni sulle numerose e vaghe profezie che ha udito dire, attraversando con Virgilio l'Inferno e il Purgatorio.

### Risposta di Cacciaguida: profezia dell'esilio di Dante - vv. 31-99

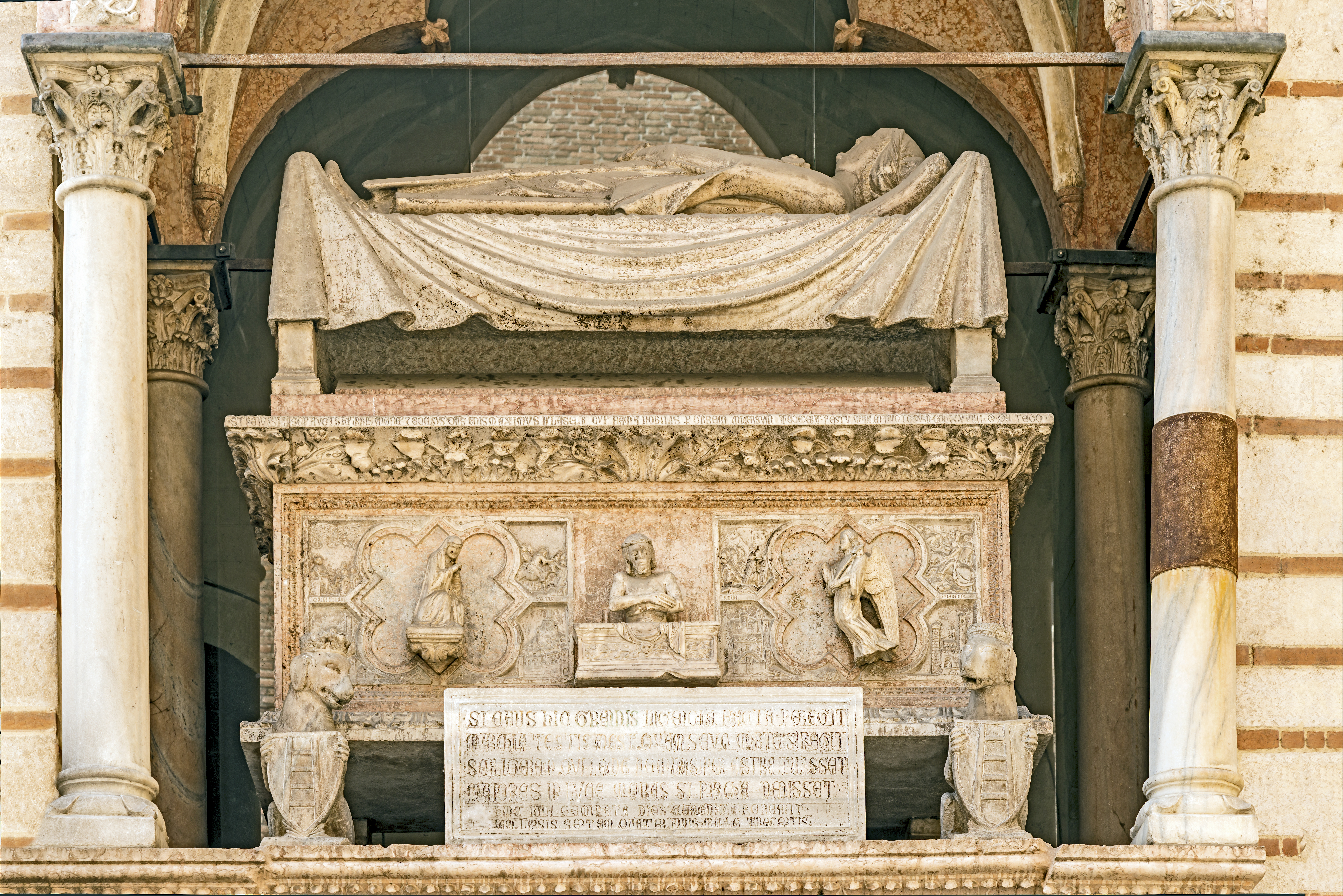
Tomba di Cangrande della Scala, Verona.

Il suo avo gli risponde allora chiaramente, iniziando il discorso con una digressione sulla prescienza divina.
Tale riflessione è importante perché in questi versi il poeta affronta una questione teologica molto dibattuta ai suoi tempi (e tuttora di difficile e controversa soluzione), che opponeva i tomisti — sostenitori della libertà dell'uomo — agli agostiniani — che invece credevano in una forma di predestinazione —: il problema, cioè, di conciliare la prescienza divina (cioè la conoscenza, da parte di Dio, di tutti gli eventi anche futuri), e il libero arbitrio umano; se infatti Dio, nella sua onniscienza, conosce tutto ciò che accadrà, come si può pensare che l'uomo sia effettivamente libero nelle sue scelte e nelle sue azioni? Dante aveva già in parte affrontato il problema nel canto XVI del Purgatorio, dove Marco Lombardo aveva definito l'uomo un essere dotato di ragione, e quindi responsabile delle sue scelte. Qui egli risolve la questione con una metafora: un uomo che assista da terra alle manovre di una nave non rende necessario quel movimento, non lo condiziona. Questa si può inoltre considerare un'ennesima prova dell'autorità cui Dante si appoggia, cioè la dottrina di San Tommaso d'Aquino.

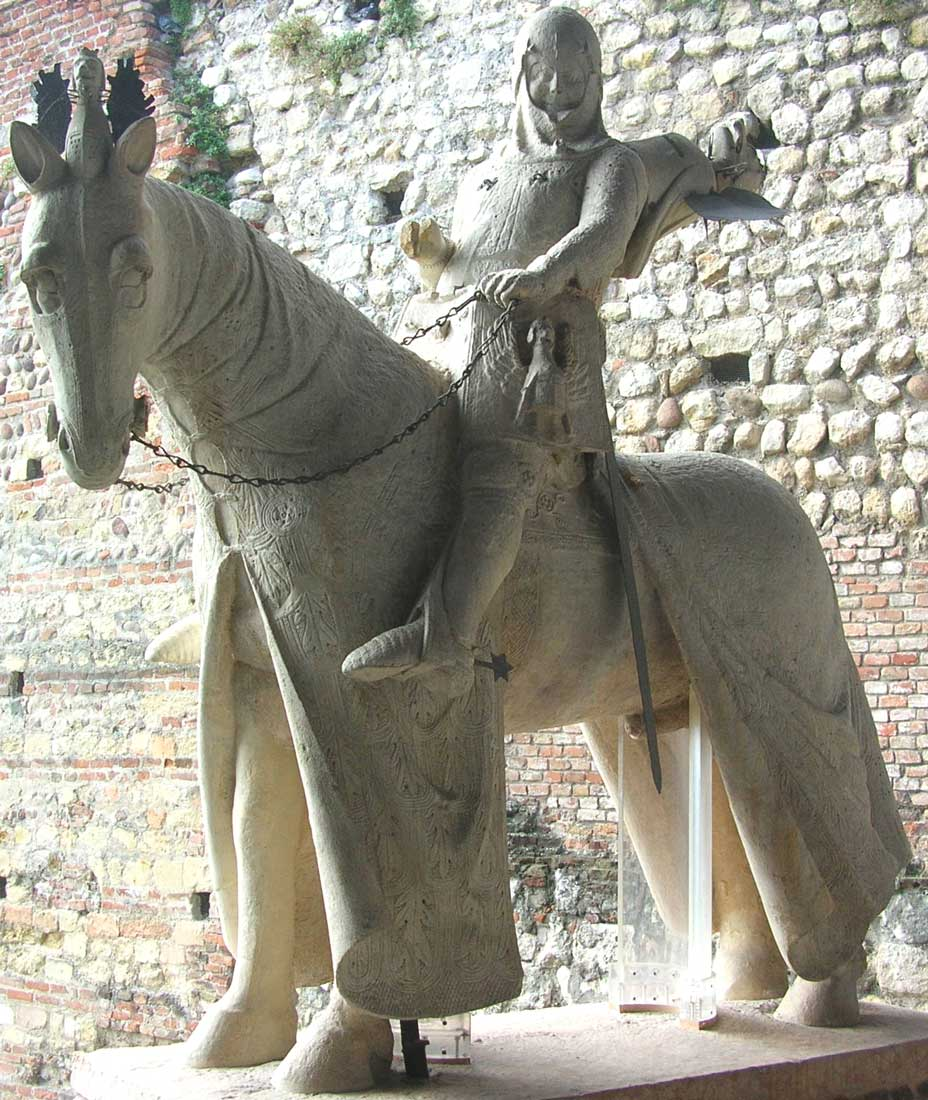
Monumento equestre di Cangrande, Museo di Castelvecchio, Verona.

Inizia poi la profezia sul futuro del poeta, che prende le mosse da un'altra similitudine: come Ippolito dovette lasciare Atene, pur innocente, per colpa della matrigna Fedra, così egli sarà esiliato da Firenze per colpa della Curia papale, ove ogni giorno Cristo viene mercanteggiato (si noti come Dante non accusi tanto i suoi avversari politici, quanto piuttosto i fiorentini presenti a Roma e in particolare l'allora papa Bonifacio VIII). In due terzine molto intense viene descritta l'angoscia di chi deve mangiare il pane altrui, di chi deve salire e scendere le scale di case estranee, e soprattutto della compagnia con cui si troverà Dante all'inizio dell'esilio, quella dei Guelfi bianchi fuoriusciti, malvagia e divisa, da cui ben presto egli prenderà le distanze senza partecipare al loro tentativo non riuscito di rientrare a Firenze con la celebre battaglia di Lastra.
Nella sua sventura però avrà modo di conoscere anche personaggi positivi: viene qui lodata la famiglia dei signori di Verona, in particolare Bartolomeo I della Scala (che Dante appella 'l gran Lombardo, Pd. XVII, vv. 70-71) e soprattutto Cangrande della Scala, che al momento ha solo nove anni, ma le cui opere, influenzate da Marte (cioè le opere militari), saranno degne di grande fama, ancor prima che Clemente V inganni Arrigo VII (che venne in Italia nel 1310-1313, accompagnato da grandi speranze di Dante). L'encomio di Cangrande — cui tra l'altro sarà anche dedicato il Paradiso — è così accentuato che alcuni critici hanno ipotizzato, senza però reale fondamento, che sia questo il personaggio prefigurato da Dante nel "veltro" del canto I dell'Inferno. Cacciaguida fa poi anche altre profezie, che il poeta però non riporta perché sarebbero ritenute troppo incredibili.

### La missione di Dante - vv. 100-142
Inizia qui anche un altro punto importantissimo della Divina Commedia, che Dante introduce esprimendo nuovi dubbi rivolti al suo trisavolo: manifestando il suo timore di ripercussioni per la testimonianza che renderà col suo poema, da un lato, ma anche di perdere la fama presso i posteri se per prudenza tacerà, dall'altro. Con le parole di Cacciaguida, Dante ribadisce la natura provvidenziale e sacrale del suo viaggio; Cacciaguida lo esorta infatti a non tacere, ma a levare alto il suo "grido" (v. 133: e si noti il richiamo alla Bibbia, in cui parimenti il Giovanni Battista "grida nel deserto"), che come il vento percuoterà le cime più alte, cioè i personaggi più in vista: solo chi avrà la coscienza sporca, d'altronde, potrà sentirsi colpito, mentre per gli altri l'opera, una volta "digerita", cioè meditata e assimilata, costituirà un "vital nutrimento".

## Analisi
Il dubbio di Dante è il metodo scelto dal poeta per mettere in evidenza in modo nettissimo il significato e la funzione che egli attribuiva alla propria opera in stretto collegamento con la sua vicenda personale di esule. Cacciaguida spiega le ragioni della condanna, illustra le esperienze dei primi tempi d'esilio, l'orgoglioso far parte per stesso, fino all'accoglienza a volte generosa (Bartolomeo I della Scala) a volte umiliante:
«Tu proverai sì come sa di sale
lo pane altrui, e come è duro calle
lo scendere e 'l salir per l'altrui scale.»
Da questo racconto, nella forma cara a Dante della "profezia post eventum" emerge la figura austera del poeta che, escluso da ogni possibilità di intervenire nel concreto delle vicende politiche ma rivestito di dignità super partes proprio per la sua condizione di esule, è chiamato ad essere testimone di verità. Il dubbio sull'opportunità di un messaggio poetico troppo severo e sgradito ai potenti induce Cacciaguida a consacrare l'opera del poeta come vital nodrimento per chi la leggerà.
Questo significato altamente morale della Commedia non si comprenderebbe se Dante non fosse certo che per l'umanità sviata è possibile il ravvedimento. La profezia del cambiamento sarà confermata da san Pietro nel canto XXVII (vv.142-148) e anche in quel contesto il compito di Dante sarà severamente riaffermato (e non asconder quel ch'io non ascondo vv. 64-66). Ma lo stesso Cacciaguida pronuncia un solenne preambolo (vv.37-45) volto a consacrare le affermazioni successive sotto il sigillo della verità che procede da Dio.